# Project Management Body of Knowledge
Le Project Management Body of Knowledge (PMBOK) ,est le guide du Project Management Institute définissant les champs de connaissance couvrant la gestion de projet, et recensant les bonnes pratiques professionnelles en la matière. À ce titre, il sert de base de référence[source secondaire souhaitée], pour établir les contenus de cours sur la gestion de projet et pour l'élaboration d'examens de certification.

## Historique
Le Project Management Institute (PMI) a publié un rapport spécial sur l'éthique, le standard  et la certification (ESA special report) en août 1983, comme une tentative de documenter et standardiser les informations et les pratiques de la gestion de projet. Puis une deuxième version de ce rapport a été publiée en août 1987 sous le titre de  Project Management Body of Knowledge.
La première édition du PMBOK est publiée en 1996 sous le titre A guide to the project Management Body of Knowledge (PMBOK Guide) pour souligner le fait que le document n'était pas en lui-même le corpus des connaissances, mais une structuration de celui-ci. Une seconde édition est alors préparée, adoptée comme standard officiel de l'ANSI en septembre 1999, puis publiée en 2000.
La troisième édition est publiée en 2004. Elle inclut des différences majeures avec la précédente, notamment au niveau de la structure des chapitres.
La quatrième édition est adoptée en 2008 puis publiée en janvier 2009. Elle vise surtout à augmenter la clarté du texte et la cohérence de l'ensemble, tant entre les chapitres qu'avec les autres standards particulièrement Program, Portfolio, Organization Project Management Maturity Model (OPM3) et le standard Unified Project Management Lexicon.
La cinquième édition est parue en 2013, après l'adoption de la norme ISO 21500. Elle identifie un dixième domaine de compétences: le management des parties prenantes (stakeholders), s'alignant sur ce point avec la norme internationale.
La sixième édition est sortie fin 2017.
La septième édition, celle de 2021, présente des changements structurels majeurs, tels que le remplacement des 10 domaines de connaissances par 12 principes et l’inclusion plus complète des pratiques agiles,.

## Objectifs
Le principal objectif du Guide PMBOK est de définir le sous-ensemble du Corpus des connaissances en management de projet qui est généralement reconnu de bonne pratique. Cela signifie qu’il présente la notion de manière générale et de façon qu’elle soit applicable au plus grand nombre car elle n’est pas uniforme et chaque manager doit déterminer ce qui est le plus approprié.
Il fournit aussi un lexique commun pour le management de projet qui est essentiel pour la profession. Mais ce guide concerne uniquement les projets individuels et les processus de management de projet généralement reconnus de bonne pratique.
Le PMBOK est un standard officiel de l'ANSI, reconnu internationalement (IEEE Std 1490-2003), qui documente les bonnes pratiques et les fondamentaux de la gestion de projet. Il a une portée générale et s'applique aux projets de nombreux secteurs, comme la construction, le logiciel, l'ingénierie et l'industrie, etc.

## Contenu
Le contenu est très proche et complémentaire de la norme ISO 21500 qu'il a par ailleurs inspirée.